# Виключення недомінантного матеріалу
Виключення недомінантного матеріалу — другий студійний альбом українського дез-метал колективу «Aeternus Prophet» виданий 19 травня 2016 року лейблом Metal Scrap Records.

## Опис
Наприкінці 2013-го, по завершенню туру на підтримку попереднього диска «Безжальність» «Aeternus Prophet» записує демо («Доля буде чекати до смерті твоєї…», «Зобов'язані жити» та «Вийняті очі»), які згодом увійшли до наступного альбому.
30 грудня 2014 року колектив оголошує про початок запису наступного альбому у 2015 році на студії звукозапису «Top Sound Records» під назвою «Виключення недомінантного матеріалу». Диск видано в країні 19 травня 2016 року на Metal Scrap Records. Характерний посиленням рифами груву. Вокал, після відбуття Ekro, у виконанні Veritasa набув рис гроулу.

## Список композицій
| #     | Назва                                 | Тривалість |
| ----- | ------------------------------------- | ---------- |
| 1.    | «Вийняті очі»                         | 05:52      |
| 2.    | «Тотальне домінування»                | 05:56      |
| 3.    | «Діапауза розумових процесів»         | 04:33      |
| 4.    | «Хворе бачення»                       | 07:06      |
| 5.    | «Виключення недомінантного матеріалу» | 03:35      |
| 6.    | «Одвічне злотворення»                 | 04:31      |
| 7.    | «Доля буде чекати до смерті твоєї...» | 05:47      |
| 8.    | «Зобов'язані жити»                    | 05:16      |
| 9.    | «Зітри з себе мітку»                  | 06:02      |
| 10.   | «Погляд у вічність»                   | 04:25      |
| 53:03 |                                       |            |

## Учасники запису

#### Aeternus Prophet
- Veritas — вокал, гітара
- Oberon — гітара
- Dessident — ударні

#### Технічний персонал
- Андрій Томашенко — звукорежисер («Біла Вежа»)